# An American Invasion
An American Invasion è un cortometraggio muto del 1912 diretto da George Melford. Il film era interpretato da Carlyle Blackwell e Alice Joyce.

## Trama
Nel 1862, Sylvester Pattie giunge, con il figlio James e un amico, in California dopo un lungo viaggio che ha portato i tre dal natio Kentucky attraverso il Nuovo Messico e l'Arizona. Benché i loro documenti siano in regola e abbiano un regolare passaporto, i tre americani vengono trattati malamente dal governatore della regione, Echeadia, che li mette addirittura in carcere. Vi rimarranno un anno, liberati solo per merito dell'influenza che gode in paese Donna Ysidora Sepulveda, che poi Pattie sposerà.

## Produzione
Il film, prodotto dalla Kalem Company, venne girato a Glendale, in California.

## Distribuzione
Distribuito dalla General Film Company, il film - un cortometraggio in una bobina - uscì nelle sale statunitensi il 12 febbraio 1912.